# Buemarinoidae
Famille
Les Buemarinoidae sont une famille d'opilions laniatores. On connaît quatre espèces dans quatre genres.

## Distribution
Les espèces de cette famille se rencontrent en Italie, en France, en Espagne, aux États-Unis, en Australie et à Madagascar.

## Liste des genres
Selon World Catalogue of Opiliones (26/10/2024) :
- Arbasus Roewer, 1935
- Buemarinoa Roewer, 1956
- Flavonuncia Lawrence, 1959
- Fumontana Shear, 1977
- Phocyx Porto, Monod & Pérez-González, 2024
- Turonychus Derkarabetian, Prieto & Giribet, 2021

## Systématique et taxinomie
Cette espèce a été décrite par Karaman en 2019 comme une tribu des Triaenonychidae. Elle est élevée au rang de famille par Derkarabetian, Baker, Hedin, Prieto et Giribet en 2021.

## Publication originale
- Karaman, 2019 : « A redescription and family placement of Buemarinoa patrizii Roewer, 1956 (Opiliones, Laniatores, Triaenonychidae). » Biologia Serbica, no 41, p. 1–11.